# Александър Дръндаров
 Тази статия е за българския футболист.  За българския политик, вижте Александър Драндаров.  
Александър Дръндаров е бивш български футболист, защитник, една от легендите на Локомотив (София).

## Биография
Роден е в 1914 година в Скопие. Играл е за Спортклуб (София) (1931 - 1935) и Локомотив (София) (1936 - 1946). Има 129 мача и 4 гола в първенството (73 мача с 1 гол за Локомотив и 56 мача с 3 гола за Спортклуб). Трикратен шампион на България (1935 със Спортклуб, 1940 и 1945 с Локомотив) и двукратен носител на купата на страната (1935 със Спортклуб, 1945 с Локомотив). Има 2 мача за А националния отбор.